# سیارک ۲۰۸۱۷
سیارک ۲۰۸۱۷ (به انگلیسی: 20817 Liuxiaofeng، نامگذاری:2000TT50) بیست هزار و هشتصد و هفدهمین سیارک کشف شده‌است که در ۱ اکتبر ۲۰۰۰ کشف شد.
قدر مطلق سیارک برابر ۱۶.۲ است.